# Зубані
Зубані́ — село в Україні, у Глобинській міській громаді Кременчуцького району Полтавської області. Населення становить на 1 січня 2011 року становить 454 особи. Село до 2020 було центром Зубанівської сільської ради. Також раді були підпорядковані села: Романівка та Руда. День села — 21 вересня.

## Географія
Село Зубані знаходиться на лівому березі річки Хорол за 36 км від райцентру та за 40 км від залізничної станції Глобине. Вище за течією за 6 км розташовано село Радалівка, нижче за течією за 1,5 км розташовано село Романівка, на протилежному березі — село Іванове Селище. Довкола села проходить декілька іригаційних каналів. Селом проходить автомобільна дорога Т 1717.
Загальна площа населеного пункту — 261,9 га.

## Історія
На карті Боплана (середина XVII століття) поселення позначене як Зубанівка. У 2-й половині 17 — початку 18 століття належить до Остап'ївської сотні Миргородського полку.
До 1708 року Зубані були власністю бунчукового товариша А. Д. Горленка, що як співучасник Івана Мазепи був заарештований царським урядом, а маєтки його конфісковані. До 1716 року село знаходилось у володінні хорольського сотника Келеберди та остапівського сотника Яреми Юфименка.
У 1716 році Данилом Апостолом пожалуване синові А. Д. Горленка, бунчуковому товаришеві А. А. Горленку. На той час у Зубанях налічувалось 80 дворів, у 1726 — 97 дворів. Частину жителів села становили вільні козаки та кріпаки Пивгородського Миколаївського монастиря. 1781 року у селі — 219 дворів: з цього ж року, з ліквідацією полкового устрою, було віднесено до Говтвянського повіту Київського намісництва. 1787 року в Зубанях записано 709 душ чоловічої статі. з 1802 року село у складі Хорольського повіту Полтавської губернії, з 2-ї половини XIX століття стає центром Зубанівської волості. За переписом 1859 року у Зубанях — 221 двір, 2225 жителів, церква Богородиці з дзвіницею, при якій існувала бібліотека. У 1900 році в Зубанях була козацька сільська громада, яка налічувала (з прилеглими хуторами) 392 двори, 3216 жителі, існувала земська та церковно-парафіяльна школа.
Відбувалося 5 ярмарків на рік. З 1900 року працювала олійниця, у 1904 році засновано цегельний завод В. М. Ковніра. У 1910 році у селі — 285 дворів, 1 628 жителів.
Радянська окупація розпочалась в січні 1918 року. 7 березня 1923 року Зубані стають як центр сільської ради, увійшовши до складу Семенівського району Кременчуцького округу. 1 725 жителів (1923 р.) У 1926 році — 346 дворів, 1 746 жителів.
У Національній книзі пам'яті жертв Голодомору 1932—1933 років в Україні вказано, що 201 житель села загинув від голоду.
З 1935 Зубані віднесено до складу Великокринківського району.
У період німецької окупації (14.09.1941-23.09.1943) німці стратили 12 жителів села, вивезли на примусові роботи 87 чоловік.
З 1964 року центральна садиба колгоспу «Іскра» (зерно-тваринницьке направлення, технічні культури), відділення зв'язку та ощадбанку, дитячий садок, будинок побуту, середня школа, лікарня, ветдільниця, аптека. Будинок культури на 350 місць, бібліотека. Село радіофіковане в 1960 році, електрифіковане у 1970 році. 1960 року закладено парк, 1975 року прокладено дорогу з твердим покриттям.
12 червня 2020 року, відповідно до розпорядження Кабінету Міністрів України № 721-р «Про визначення адміністративних центрів та затвердження територій територіальних громад Полтавської області», село увійшло до складу Глобинської міської громади.
19 липня 2020 року, в результаті адміністративно - територіальної реформи та ліквідації Глобинського району, село увійшло до складу новоутвореного Кременчуцького району.

## Населення
Населення станом на 1 січня 2011 року становить 454 особи.
- 1716 — 80 дворів
- 1726 — 97 дворів
- 1781 — 219 дворів
- 1787 — 709 душ чоловічої статі
- 1859 — 221 двір, 2225 жителів
- 1900 — 392 двори, 3216 жителі (з прилеглими хуторами)
- 2001 — 534 жит.
- 2011 — 454 жит., 179 дворів

### Мова
Розподіл населення за рідною мовою за даними перепису 2001 року:
| Мова       | Кількість | Відсоток |
| ---------- | --------- | -------- |
| українська | 529       | 99.06%   |
| російська  | 4         | 0.75%    |
| білоруська | 1         | 0.19%    |
| Усього     | 534       | 100%     |

## Економіка
Сільськогосподарські підприємства: ВП АФ «Лан-2007» ТОВ ІПК «Полтавазернопродукт», ПСГП «Зубані», СФГ «Оріон», СФГ «Шанс».
| № | Назва підприємства                             | П. І. Б. керівника, телефон    | Вид діяльності                                                                                                  | Загальна площа земель, га | Кількість працюючих, чол. |
| - | ---------------------------------------------- | ------------------------------ | --- | ------------------------- | ------------------------- |
| 1 | ВП АФ «Лан-2007» ТОВ ІПК «Полтавазернопродукт» | Хвостенко Валентин Віталійович | Вирощування зернових, технічних культур, розведення ВРХ та свиней, надання послуг в рослинництві і тваринництві | 1747,393                  | 64                        |
| 2 | ПСГП «Зубані»                                  | Петракій Олег Васильович       | Вирощування зернових, технічних культур і надання послуг в рослинництві                                         | —                         | 2                         |
| 3 | СФГ «Оріон»                                    | Олефір Віктор Миколайов        | Вирощування зернових, технічних культур, надання послуг в рослинництві і облаштування ландшафту                 | 349,3265                  | 11                        |
| 4 | СФГ «Шанс»                                     | Костенко Сергій Антонович      | Вирощування зернових, технічних культур                                                                         | 109,93                    | 1                         |

## Освіта
Працює:
- Зубанівська ЗОШ I-III ступенів

## Медицина
У селі є:
- Зубанівська лікарська амбулаторія

## Культура
Діють такі заклади культури:
- Зубанівський будинок культури
- сільська бібліотека

## Інфраструктура
Село газифіковане. Зараз на території села діють:
- Поштове відділення зв"язку
- 3 магазини

## Архітектурні, історичні та археологічні пам'ятки
- 1958 року встановлено пам'ятник воїнам-односельцям, що полягли (116 чоловік) на фронтах Другої світової війни[1].
- У селі — братська могила трьох радянських воїнів які загинули в 1943 році під час визволення села від німців[1].

## Особистості
- Кондуфор Юрій Юрійович — український історик та громадський діяч, доктор історичних наук, професор, академік АН УРСР. Член ЦК КПУ в лютому 1986 — червні 1990 року. Депутат Верховної Ради УРСР 5—7-го скликань.
- Коваленко Віктор Іванович (19.01.1897 - ?) - поручник 3-го Кінного полку 3-ї Залізної стрілецької дивізії армії УНР.У листопаді 1920 р., в складі Армії УНР, перейшов на західний берег Збруча та був інтернований польською владою.
- Федоренко Василій Володимирович — Герой Радянського Союзу, український історик, академік АН України лауреат державної премії УРСР (1980) Ю. Ю. Кондуфур. Уродженець села.[6]
- У Зубанях на початку XX століття вчителював український письменник Степан Васильченко (1879—1932)[1].
- Павлов Михайло Федорович — заслужений лісівник України[7][8].